# Jagora dactylus
Jagora dactylus is een slakkensoort uit de familie van de Pachychilidae. De wetenschappelijke naam van de soort is voor het eerst geldig gepubliceerd in 1850 door I. Lea & H.C. Lea.